# Rio Beta (Mureș)
O Rio Beta é um rio da Romênia afluente do Rio Târnava Mare, localizado no distrito de Harghita.